# Daniël van Laer

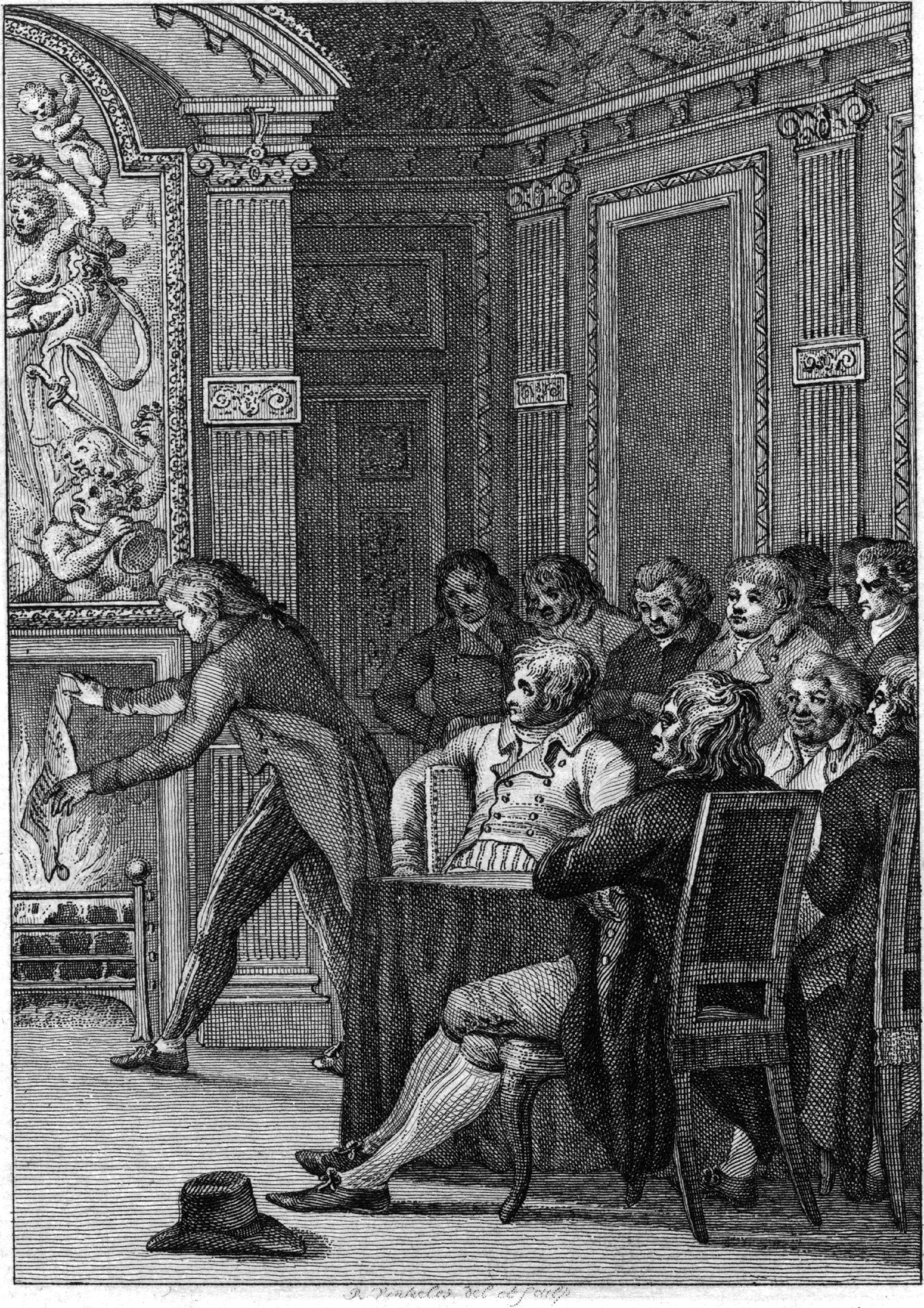
Daniël van Laer verbrandt de Akte van Garantie. (16 februari 1795) Gravure door Reinier Vinkeles (1803) Coll. Rijksmuseum

Daniël van Laer, vaak geschreven als Van Laar, (Den Haag, 1752 – Hoorn, 1824), lid van het geslacht Van Laer, was een Nederlands jurist en politicus, die als prominent lid van de patriottenbeweging een rol speelde tijdens de Bataafse Revolutie.

## Biografie

### Afkomst en familie
Daniël kwam uit een vooraanstaande familie. Hij was de zoon van Mr. Willem van Laer (1713-1799), president-raadsheer van de Raad en Leenhove van Brabant en de Landen van Overmaas, en van Philippina Johanna de Lobell. Zijn grootvader was Mr. Johan van Laer, burgemeester van de stad Zwolle; zijn grootmoeder was Petronella Clementia de Mandeville, zuster van Bernard Mandeville (1670-1733). Daniël was vernoemd naar zijn grootvader van moeders zijde, Mr. Daniël de Lobell, burgemeester van de stad 's-Hertogenbosch, die getuige was bij zijn doop op 6 februari 1752 in de Haagse Grote of Sint-Jacobskerk.

### Amsterdams Comité Revolutionair
Tot 1787 was Van Laer pensionaris van de stad Purmerend geweest. Na de Pruisische militaire interventie in dat jaar werd hij net als vele andere patriotten uit zijn ambt gezet, terwijl zijn vader in 1788 van patriottisme werd beticht. Hij vestigde zich vervolgens als advocaat te Amsterdam, waar hij ging wonen aan het Rokin bij de Olijslagerssteeg. Hij was actief betrokken bij de patriottenbeweging in Amsterdam. In 1795 wordt hij lid van het Amsterdams Comité Revolutionair, waarin hij samen met Alexander Gogel en acht andere patriotten voorbereidingen trof om na de komst van de Franse troepen de macht van de regenten over te nemen. Door zelf een actieve rol te spelen in de machtsovername hoopten zij onder meer te bereiken dat de macht in handen van Nederlanders zou blijven en dat de politieke invloed van de oprukkende Fransen beperkt zou blijven.

### Amsterdamse omwenteling
Op 18 januari 1795 overhandigde legerofficier Cornelis Krayenhoff, als afgevaardigde van generaal Daendels (Commandant van het Bataafs Legioen), aan de Amsterdamse burgemeesters Hasselaer, Huydecoper, Elias en Straalman een machtiging van diverse patriottische organisaties. Hoewel de regenten aan de geloofsbrief weinig waarde hechtten, wist Krayenhoff de heren ervan te overtuigen dat zij de volgende dag hun ambt moesten neerleggen in handen van het Amsterdams Comité Revolutionair. Hij bereikte dit door erop te wijzen dat als zij dit weigerden er een oproer zou uitbreken onder de “opgewonden bevolking”. De 19e januari trok het Amsterdams Comité Revolutionair op naar het Amsterdamse stadhuis, dat werd bewaakt door Franse huzaren en door een grote menigte was omringd. Binnen zat de vroedschap in vergadering. Nadat de burgemeesters hadden uitgelegd waarom zij op het voorstel van Krayenhoff waren ingegaan, kregen zij daarover de instemming van de leden van de vroedschap, die eveneens geen andere uitweg zagen. Daarop nodigden zij het Amsterdams Comité Revolutionair uit om binnen te treden. Daniël van Laer voerde namens hun het woord en ontsloeg vervolgens alle bestuurders van de stedelijke regering uit hun ambten. De regenten konden hierop het stadhuis verlaten als burgers en buiten braken geen rellen uit, waarmee de Amsterdamse omwenteling zonder bloedvergieten was voltooid.

### Provisionele Representanten van het Volk van Amsterdam
Van Laer werd na de omwenteling gekozen als lid van de Provisionele Representanten van het Volk van Amsterdam, dat na de machtsovername het voorlopige bestuur van die stad vormde. Er waren veel staatskundige hervormingen nodig en de patriotten wilden niet afwachten tot er een nationaal parlement tot stand kwam. Het was op dat moment ook nog niet duidelijk of dat wel zou gaan lukken. Daarbij voelden zij ook een drang om verantwoording af te leggen aan het Hollandse volk over hun handelen tot dan toe. Van Laer was een van de personen die namens Amsterdam werden afgevaardigd voor een op te richten tijdelijk parlement voor het gewest Holland, dat tot dan toe werd bestuurd door de Staten van Holland en West-Friesland en waar regenten de dienst uitmaakten. De patriotten beschouwden de Staten als overblijfsel van het oude feodale stelsel en wilden in snel tempo toewerken naar een direct door de bevolking gekozen bestuur. In de voorgaande decennia was onder patriotten lang gediscussieerd hoe dat het beste kon worden vormgegeven. De Provisionele Representanten van het Volk van Amsterdam stuurden naar alle steden die stem hadden gehad in de Staten van Holland en West-Friesland een uitnodiging om een afvaardiging namens de inwoners van de steden te sturen om hierover verder te praten in Den Haag, de plaats waar de Staten tot dan toe hun vergaderingen hadden gehouden. Daar zou kunnen worden gewerkt aan drastische hervormingen op gewestelijk niveau en aan de vorming van een nationaal parlement.

### Omwenteling in Den Haag
Op 24 januari 1795 was Daniel van Laer in Den Haag een van de afgevaardigden die besloten tot oprichting van de Provisionele Representanten van het Volk van Holland, dat op gewestelijk niveau het voorlopig bestuur zou gaan vormen. Uiteindelijk heeft dit hoogste bestuurlijke orgaan van Holland iets meer dan een jaar bestaan, tot zij werd opgevolgd door de nieuw gekozen Nationale Vergadering. Van Laer was actief in meerdere functies en bestuurscommissies. Hij werd onder andere lid van het Comité van Algemeen Welzijn, dat de belangrijkste commissie was binnen de Provisionele Representanten van het Volk van Holland. Door op 16 februari 1795 als symbolische daad de Akte van Garantie te verbranden in een haard op het Binnenhof wilde Van Laer tot uitdrukking brengen dat er geen sprake kon zijn van een terugkeer van het stadhouderlijke bewind.

### Na de omwenteling

Handtekening Daniel van Laer (1812)

Van Laer maakte eind januari 1795 deel uit van de commissie die een ontwerp moesten maken voor de Verklaring van de rechten van de mens en van de burger. Op 17 februari 1795 wordt hij aangesteld als curator van de Universiteit Leiden. Andere leden van het college van curatoren waren Jacob Hahn en Willem Anne Lestevenon en Pieter Paulus. In 1797 is hij lid van de commissie die het tweede ontwerp voor een constitutie moest voorbereiden. Datzelfde jaar wordt hij benoemd als advocaat-fiscaal van het Comité voor de West. Op 18 februari 1803 trouwde Daniël van Laer, 51 jaar oud, te Amsterdam met de weduwe Petronella Wilhelmina Bangeman. Hij woont op dat moment in de Warmoesstraat. Nadat Van Laer zich uit de politiek terugtrok, verhuisden ze naar Hoorn, waar hij zijn advocatenpraktijk voortzette. Daar wordt hij op 13 september 1824 begraven.